# Processus alvéolaire du maxillaire
Le processus alvéolaire du maxillaire est la crête osseuse épaisse qui forme le bord inférieur de l'os maxillaire.

## Description
Le processus alvéolaire du maxillaire est concave en arrière et en dedans. Son union avec celui du maxillaire opposé forme un demi cercle concave en arrière.
Sa face inférieure présente huit cavités coniques formant les alvéoles dentaires et constituant l'arc alvéolaire du maxillaire.
Les alvéoles dentaires sont séparées de leurs voisines par les septums inter-alvéolaires. Les alvéoles des prémolaires et des molaires sont elles-mêmes subdivisées en alvéoles secondaires par les septums interradiculaires pour chaque racine dentaire.
Chacune des alvéoles reçoit une dent pour former une gomphose entre la dent et l'os maxillaire.
La face périphérique du processus est marquée par des bosses répondant aux alvéoles dentaires : les jugums (ou bosses ou reliefs) alvéolaires.

## Aspect clinique
L'os péri-alvéolaire peut être sujet à une perte osseuse fragilisant l'implantation dentaire.
L'absence congénitale de un ou tous les germes dentaires (hypodontie ou anodontie) affecte le développement du processus alvéolaire.
Une extraction dentaire provoque un caillot dans l'alvéole qui est remodelé en os secondaire. La perturbation de ce processus peut induire une alvéolite.